# Place Henri-IV (Rouen)
Pour les articles homonymes, voir Place Henri-IV.
La place Henri-IV est une voie publique de la commune française de Rouen.

## Situation et accès
Cette place est située dans le centre historique, au sud-ouest de la place du Vieux-Marché.
Rues adjacentes
- Rue du Vieux-Palais
- Rue Saint-Jacques
- Rue Anatole-France
- Rue d'Harcourt
- Rue des Charrettes

## Origine du nom
Elle porte le nom du roi de France et de Navarre, Henri IV en raison de la présence de la statue d'Henri IV qui y est présente.

## Historique

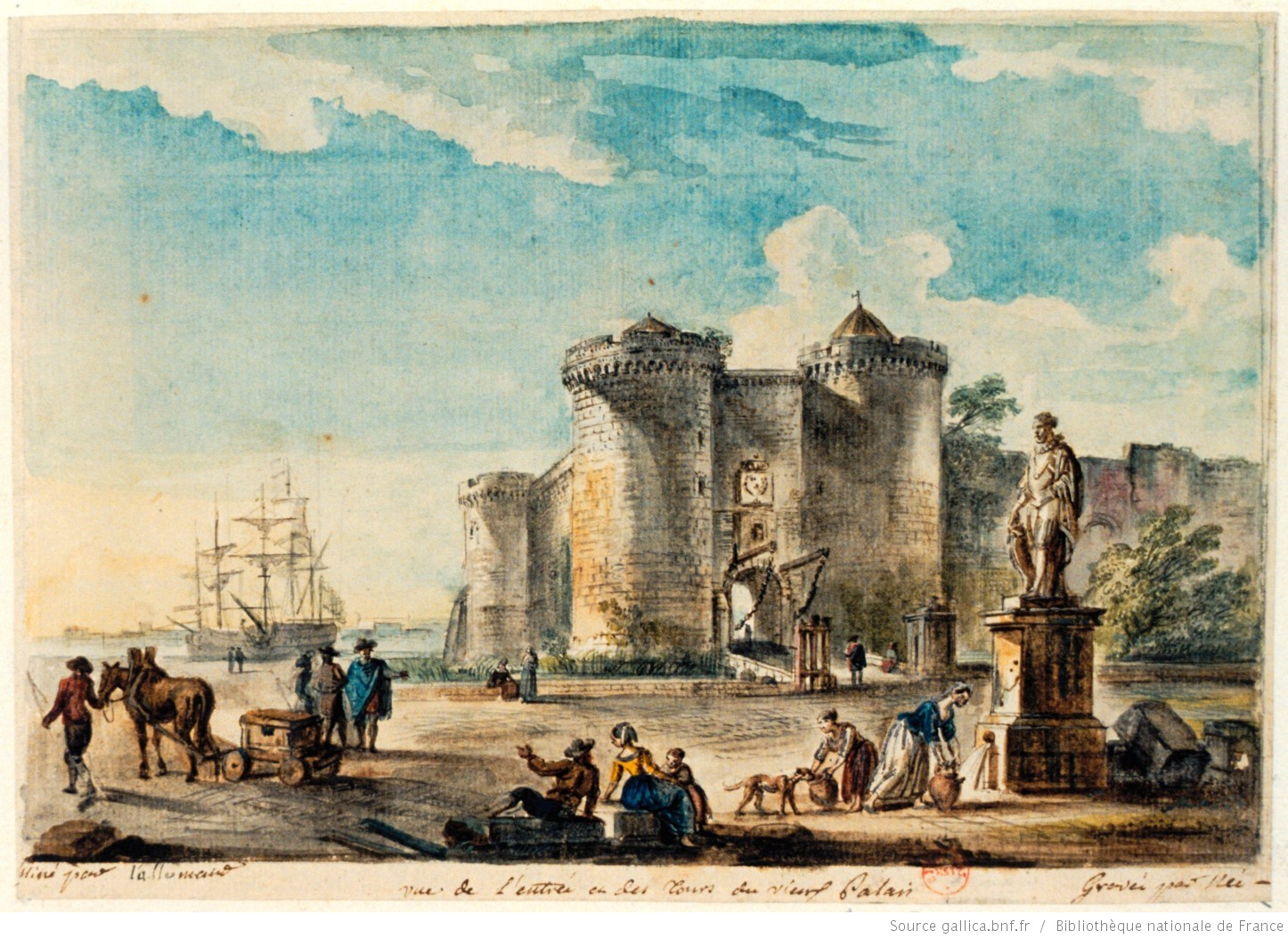
Cette vue de la place avec le Vieux-Palais montre la statue d'Henri IV du sculpteur Jadoulle.

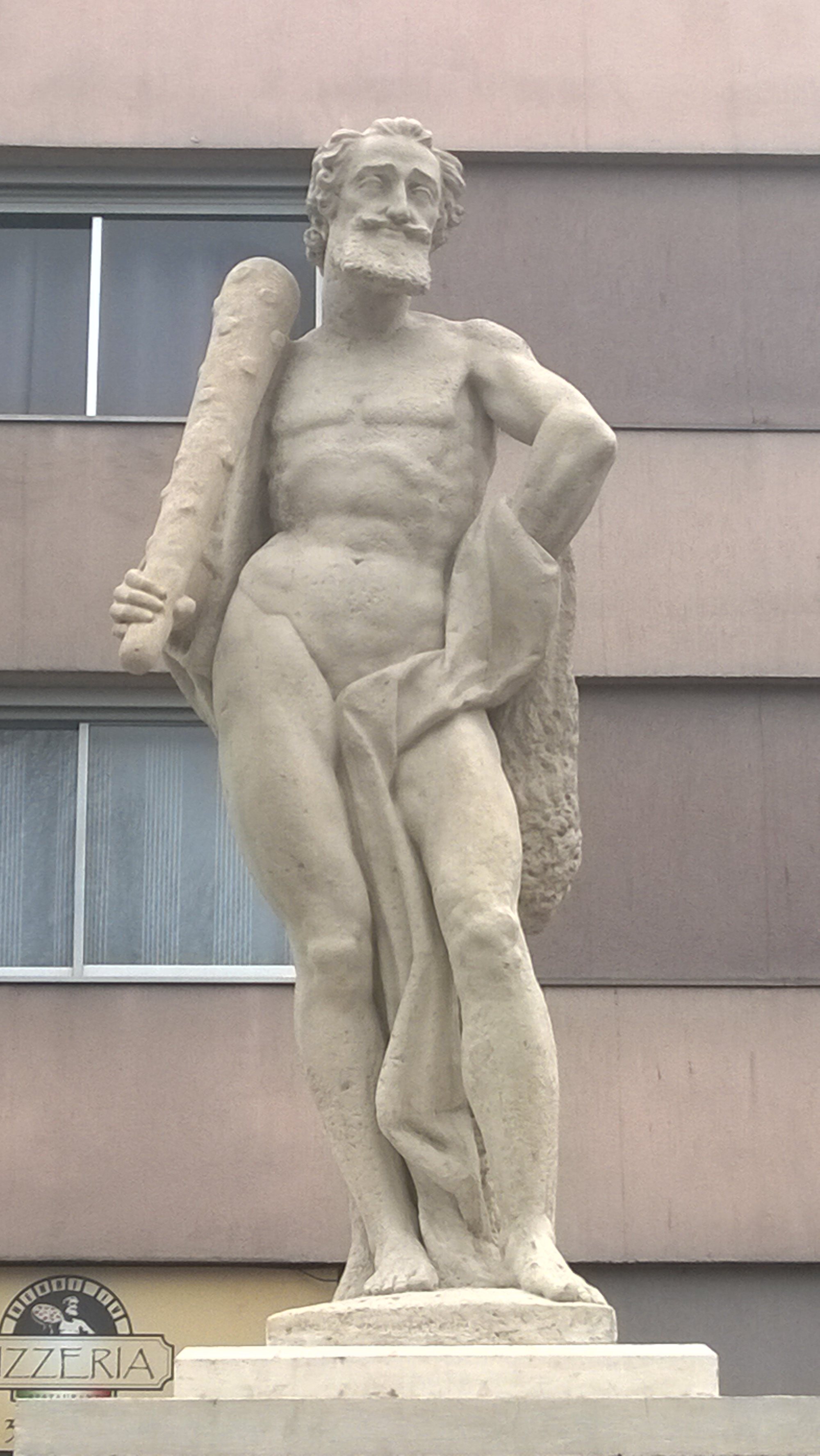
Statue d'Henri IV à l'antique

Elle est parfois appelée au XVe siècle place du Palais-du-Roi.
Une fontaine est établie en 1559 au centre de la place. Elle est alimentée par la source d'Yonville. Une statue d'Henri IV représenté en Hercule armé d'une massue et ceint d'une peau de lion la surmontait. En 1782, elle est remplacée par une autre statue d'Henri IV, en habit royal, appuyé sur un bouclier. Cette œuvre de Jadoulle est abattue et mutilée le 5 octobre 1792. La statue originale d'Henri IV est offerte à Charles-Antoine Elie-Lefebvre, notable rouennais qui finance le nouveau monument.
Renommée en 1794 place du Vieux-Palais, elle reprend son nom de place Henri-IV en 1814.
La statue d'Henri IV est redécouverte en 2009. Elle se trouvait dans le parc du château des Deux-Lions à Canteleu. Une délibération du conseil municipal du 21 janvier 2010 en autorise le rachat par la Ville pour 7 000 €. Restaurée aux ateliers Legrand de Darnétal, elle trône à nouveau sur la place depuis novembre 2014.